# Mina de la Silvarosa

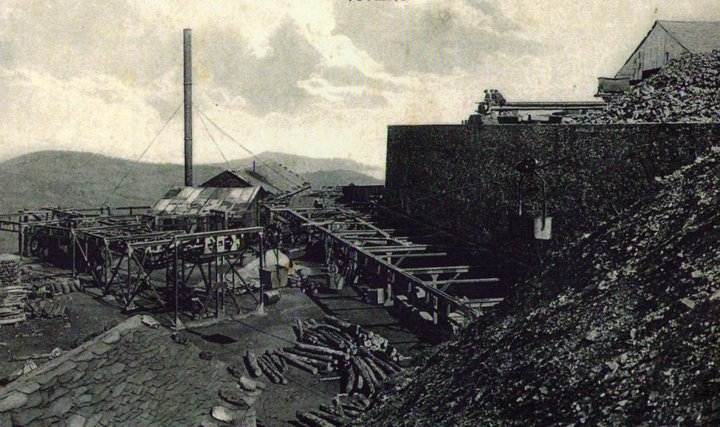
Mina de la Silvarosa, a comienzos del.

La mina de la Silvarosa (también conocida como The Vivero Iron Ore Co. Ltd.) fue una antigua explotación minera situada en el municipio de Vivero, Galicia, España. Esta mina estaba dedicada a la extracción de hierro, que funcionó desde finales del siglo XIX hasta los años 1960.

## Antecedentes históricos
La extracción de hierro en Vivero para uso industrial empezó a comienzos del siglo XIX, con la construcción del primer alto horno de España en la parroquia de Sargadelos, en Cervo, para la obtención de hierro colado. Sin embargo, la actividad industrial de Sargadelos acabaría desapareciendo, y con ello, también la extracción de hierro de Vivero.

## La actividad minera en la Silvarosa

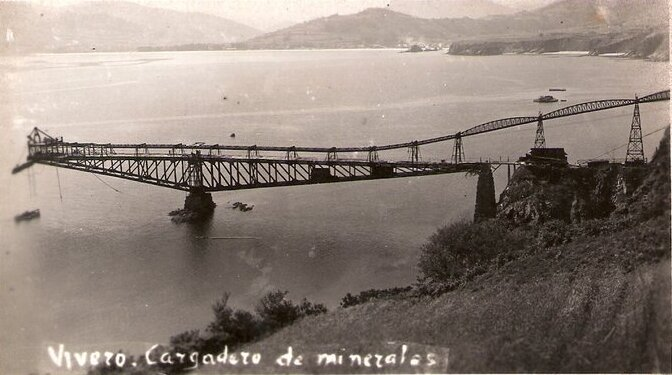
Cargadero de mineral de la Insua.

A finales del siglo XIX, se retomó de nuevo el interés por la Silvarosa. En el año 1889, Ricardo de Llano Oleaga solicitó la inscripción en el Registro Minero de varios filones ubicados en el municipio de Vivero, Vicedo y Orol, aunque nunca llegó a explotarlos.
Fue el empresario alemán Otto Kreizner, junto al ingeniero Joseph Massenez, quienes se hicieron con los derechos de explotación minera de la Silvarosa. Para extraer mineral de la Silvarosa se fundó la sociedad The Vivero Iron Ore Co. Ltd. (con capital alemán, pero sede en Inglaterra), arrendataria de la concesión de Kreizner y Massenez. Los trabajos preparatorios de la mina empezaron en el año 1893 bajo la dirección del ingeniero Frederic Staaden. No sería hasta el 20 de diciembre de 1899 cuando el primer barco mercante zarpase del cargadero de la Insua en Vivero con rumbo a Alemania.
Al comienzo, la extracción de mineral de hierro se realizaba al descubierto, siguiendo la veta. En el primer año de actividad, se lograron extraer un total de 104.197 toneladas, que se transportaron en 35 cargamentos. A partir de 1910 continuaron los labores, pero de manera subterránea.
Para poder transportar el mineral de hierro desde la mina hasta los barcos mercantes, se diseñó un sistema teleférico, construido por la compañía Adolf Bleichert & Co. de Leipzig, Alemania. Este teleférico tenía una capacidad para transportar 250 toneladas de hierro a la hora.

### Cambio de titularidad de la mina
Con el estallido de la Primera Guerra Mundial, en el año 1914, la actividad minera quedó paralizada. La mina fue adquirida por el empresario vasco Horacio Echevarrieta, que retomó la actividad en el año 1919. El Crack del 29 hizo caer drásticamente la producción de la mina. Su actividad se vería de nuevo interrumpida en el año 1932, debido a la persecución política y económica de Horacio Echevarrieta por parte de la Segunda República.

### La Silvarosa bajo el control del INI
En el año 1951, durante la dictadura franquista, se retomó la actividad minera por parte del Instituto Nacional de Industria (INI), que se hizo con los derechos de explotación de la mina, explotándola a través de la empresa estatal ENSIDESA. El INI mantuvo activa la mina hasta el año 1966, cuando se decidió abandonar la actividad, debido a que el mineral de hierro que se extraía de la Silvarosa tenía numerosas impurezas.
- Datos: Q6016836